# Octogesima adveniens
La Octogesima adveniens es una carta apostólica del Papa Pablo VI publicada con motivo del LXXX aniversario de la publicación de la encíclica Rerum Novarum el 14 de mayo de 1971. Trata igualmente de ampliar la Doctrina Social de la Iglesia. Fue dirigida al cardenal Mauricio Roy, en ese entonces, presidente del consejo para los seglares (hoy Pontificio Consejo para los laicos) y de la Pontificia Comisión Iustitia et Pax.

## Esquema
En una extensa introducción, el Papa Pablo VI indica la intención de la carta que es continuar y ampliar las enseñanzas en materia de doctrina social dados por sus antecesores tras la Rerum Novarum. Reconoce la sensibilidad cada vez mayor en orden a la búsqueda de una mayor justicia no solo en medio de las comunidades cristianas sino también del mundo entero. Enuncia también la principal causa de los problemas sociales: la desigualdad
Sin embargo, recuerda el Papa que las situaciones de las distintas comunidades católicas son tan diversas  que no se pueden dar líneas concretas de acción sino que se ha de discernir en cada sitio qué es lo mejor y actuar las exigencias evangélicas en cada contexto y ante cada problemática. Por ello, se propone iluminar los diversos problemas sociales que por su complejidad y amplitud son especialmente preocupantes.

### Contexto histórico e ideas fundamentales podemos encontrar
En el contexto histórico mundial hay varios temas que ponen marco al documento del pontífice. El primero es el conflicto árabe-Israelí. Este conflicto se genera porque después de la Segunda Guerra Mundial el pueblo judío busca un territorio en el que asentarse, Palestina. Gran Bretaña se comprometió a establecer el hogar para el pueblo judío y dividió Palestina en dos partes, concendiendo al pueblo judío una de ellas. Cuando Israel tomó en el año 1948 su territorio y declaró su independencia provocó un conflicto con los países de alrededor que se levantaron en armas y empezó el conflicto por expulsar a Israel. Más tarde, en el año 1967, se reaviva este conflicto con más potencia, lo cual es una preocupación para el pontífice. 
Otro de los aspectos que conforman el marco del documento es el asesinato de Martin Luther King en el año 1968 en el que se manifiesta el racismo que hay entre la población americana, y mundial. Junto a esto, también surge una protesta generalizada por la guerra de Vietnam por parte de los movimientos pacifistas estadounidenses. Preocupa también el movimiento hippie que en el verano de 1967 proclamó el verano del amor y el sexo libre, y publicitó un amor sensual como verdadero amor, siendo percibido por la iglesia como un amor adolescente sin base sólida que podría generar el debilitamiento de la familia. Otros acontecimientos a tener en cuenta como marco del documento fueron el fracaso de la búsqueda de un socialismo con rostro humano en la Primavera de Praga de 1968 y la protesta juvenil de los años sesenta, que estaba en su mayor apogeo.
Citamos a continuación diversos planos del documento para entenderlo mejor (los textos entrecomillados son del mismo).
En este momento, Europa y América tienen ansias de democracia y de pluralismo (mayo del 68), situación ante la cual surgen nuevos problemas relativos a la sociedad posindustrial: condiciones laborales injustas de la producción “el número de quienes no llegan a encontrar trabajo y se ven reducidos a la miseria o al parasitismo irá aumentando en los próximos años, a no ser que un estremecimiento de la conciencia humana provoque un movimiento general de solidaridad”, la inequidad de los intercambios internacionales, el consumismo en grandes sectores de la población “se intenta crear necesidades de lo superfluo”, el atraso agropecuario persistente “¿se presta suficiente atención al acondicionamiento y mejora de la vida de la gente rural, cuya condición económica inferior, y hasta miserable a veces, provoca el éxodo hacia los tristes amontonamientos de los suburbios, donde no les espera ni empleo ni alojamiento?” , la explosión demográfica, el desempleo, la injusticia social, los egoísmos “En el seno de la sociedad industrial, la urbanización trastorna los modos de vida y las estructuras habituales de la existencia: la familiar la vecindad, el marco mismo de la comunidad cristiana. La humanidad experimenta una nueva soledad, no ya de cara a una naturaleza hostil que le ha costado siglos dominar, sino en medio de una muchedumbre anónima que le rodea y dentro de la cual se siente como extraña”, el feminismo “La evolución de las legislaciones debe, por el contrario, orientarse en el sentido de proteger la vocación propia de la mujer, y al mismo tiempo reconocer su independencia en cuanto persona y la igualdad de sus derechos a participar en la vida económica”, las discriminaciones raciales “La discriminación racial reviste en estos momentos un carácter de mayor actualidad por las tensiones que crea tanto en el interior de algunos países como en el plano internacional”, las emigraciones desordenadas “Es urgente que se sepa superar, con relación a ellos, una actitud estrictamente nacionalista, con el fin de crear en su favor una legislación que reconozca el derecho a la emigración, favorezca su integración, facilite su promoción profesional y les permita el acceso a un alojamiento decente, adonde pueda venir, si es posible, su familia”, el impacto incontrolado de los medios de comunicación “¿Cómo no plantearse, por tanto, la pregunta sobre los detentadores reales de este poder, sobre los fines que persiguen y los medios que ponen en práctica, sobre la repercusión de su acción en cuanto al ejercicio de las libertades individuales, tanto en los campos político e ideológico como en la vida social, económica y cultural?”, el impacto medioambiental debido a una explotación inconsiderada de la naturaleza, corre el riesgo de destruirla y de ser a su vez víctima de esta degradación”.
Ante este contexto, algunos dirigentes, entre los cuales también se encuentran cristianos, se inclinaban impacientes por caminos revolucionarios, que podían fácilmente acabar siendo violentos y armados. De fondo, aparecía la idea de pretender eliminar las diferencias de un modo marxista sin admitir los postulados filosóficos e ideológicos del mismo y sin caer en sus consecuencias dictatoriales. “Esta corriente histórica asume diversas formas bajo un mismo vocablo, según los continentes y las culturas, aunque ha sido y sigue inspirada en muchos casos por ideologías incompatibles con la fe”.
Frente a esta realidad, el Papa, se detiene a examinar la evolución de las ideologías en especial del socialismo, del marxismo y de la que llama “ideología liberal” recordando que, frente a la complejidad de los problemas, no es competencia de la Iglesia decir una única palabra y proponer una solución universal. Toma postura frente a las nuevas pobrezas y alerta sobre la degradación ecológica. Elabora criterios de discernimiento frente a las ideologías y los movimientos históricos derivados de ellas (partidos políticos…) y promueve el compromiso sociopolítico de los cristianos como exigencia de la caridad y la lucha por la justicia.